# Spiropidion
Spiropidion ist ein Pflanzenschutzwirkstoff gegen saugende Schädlinge, der gegenwärtig in der Europäischen Union und in Großbritannien nicht zugelassen ist.

## Gewinnung und Darstellung
Spiropidion kann effizient mit einer achtstufigen konvergenten Synthese aus N-Methoxypiperidon und 4-Chlor-2,6-dimethylanilin hergestellt werden. Zunächst wird durch Diazotierung/Sandmeyer-Reaktion die Aminogruppe des Anilins durch Brom substituiert. Mit Bis(triphenylphosphin)palladium(II)-chlorid in Gegenwart von Kaliumhydroxid in N-Methyl-2-pyrrolidon wird das Brom wiederum gegen ein Malonitril-Einheit substituiert. Durch Hydrolyse mit Schwefelsäure und Decarboxylierung wird die Malonitril-Einheit in eine Essigsäure-Einheit umgewandelt.
N-Methoxypiperidon wird mit Methylamin und Kaliumcyanid umgesetzt, um ein α-Aminonitril zu erzeugen. Mittels Phosgen / Pyridin werden dann bei bisher synthetisierten Verbindungen über eine Amidbindung verbunden. Durch saure Hydrolyse mit Schwefelsäure / Methanol wird die Nitrilgruppe in einen Methylester überführt (Methanolyse). Durch Reaktion mit Kalium-tert-butanolat in Tetrahydrofuran findet eine Cyclisierung statt, durch die der zentrale Fünfring aufgebaut wird. Die Kohlensäureester-Einheit wird im letzten Schritt mittels Ethylchloroformat aufgebaut.

## Eigenschaften
Chemisch handelt es sich um eine Spiroverbindung mit einem Piperidinring, der im farblosen Feststoff in einer Sesselkonformation vorliegt.
Spiropidion ist ein Proinsektizid, dessen Enolethylcarbonatgruppe in vivo abgespalten wird, um den Wirkstoff Spiropidiondion freizusetzen, der für die Bindung an den Zielort in Insekten verantwortlich ist. Die Spaltung des Wirkstoffs wurde durch Studien zur hydrolytischen Stabilität (20 ppm, 40 °C) und zum Metabolismus in Pflanzenzellen nachgewiesen. In Bezug auf die hydrolytische Stabilität war er im pH-Bereich 4,1–5,1 am stabilsten (7–12,7 % Verlust bei ~28 h), während bei pH 7 die Halbwertszeit etwas unter 35 h lag (DT50 34,9 h). Bei extremen pH-Werten wurde die Carbonatgruppe leicht hydrolysiert (DT50 18,2 h bei pH 1,1; und 3,7 min bei pH 8,9).

## Verwendung
Spiropidion weist ein breites Wirkungsspektrum gegen verschiedene saugende Schädlinge auf, indem er deren Fettsäure-Stoffwechsel und damit ihre Weiterentwicklung blockiert. Er ist wirksam gegen Blattläuse, Weiße Fliegen, Psylliodes, Deckelschildläuse, Napfschildläuse, Spinnmilben, Rostmilben und rote Milben. Anwendbar ist er beispielsweise bei Kulturen von Tomaten, Orangen, Melonen, Baumwolle oder Soja.
Der Wirkstoff ist wenig schädlich für Nicht-Ziel-Organismen, wird im Boden und Gewässern rasch abgebaut und hat damit ein vergleichsweise günstiges Umweltprofil.
Spiropidion wird nach der Applikation in den Blättern durch Hydrolyse rasch in das insektizid wirksame Spiropidion-Enol umgewandelt: